# Liste der Kulturdenkmäler in Haselstein (Nüsttal)
Die folgende Liste enthält die in der Denkmaltopographie ausgewiesenen Kulturdenkmäler auf dem Gebiet des Ortsteils Haselstein der Gemeinde Nüsttal, Landkreis Fulda, Hessen.
Hinweis: Die Reihenfolge der Denkmäler in dieser Liste orientiert sich an der Anschrift, alternativ ist sie auch nach der Bezeichnung, der vom Landesamt für Denkmalpflege vergebenen Nummer oder der Bauzeit sortierbar.
Kulturdenkmäler werden fortlaufend im Denkmalverzeichnis des Landes Hessen durch das Landesamt für Denkmalpflege Hessen auf Basis des Hessischen Denkmalschutzgesetzes (HDSchG) geführt. Die Schutzwürdigkeit eines Kulturdenkmals hängt nicht von der Eintragung in das Denkmalverzeichnis des Landes Hessen oder der Veröffentlichung in der Denkmaltopographie ab.

Das Vorhandensein oder Fehlen eines Objekts in dieser Liste ist keine rechtsverbindliche Auskunft darüber, ob es Kulturdenkmal ist oder nicht: Diese Liste entspricht möglicherweise nicht dem aktuellen Stand der offiziellen Denkmaltopographie. Diese ist für Hessen in den entsprechenden Bänden der Denkmaltopographie Bundesrepublik Deutschland und im Internet unter DenkXweb – Kulturdenkmäler in Hessen einsehbar. Auch diese Quellen sind, obwohl sie durch das Landesamt für Denkmalpflege Hessen aktualisiert werden, nicht immer aktuell, da es im Denkmalbestand immer wieder Änderungen gibt.
Eine verbindliche Auskunft erteilt allein das Landesamt für Denkmalpflege Hessen.
Nutze diese Kartenansicht, um Koordinaten in der Liste zu setzen. In dieser Kartenansicht sind Kulturdenkmale ohne Koordinaten mit einem roten bzw. orangen Marker dargestellt und können in der Karte gesetzt werden. Kulturdenkmale ohne Bild sind mit einem blauen bzw. roten Marker gekennzeichnet, Kulturdenkmale mit Bild mit einem grünen bzw. orangen Marker.
| Bild            | Bezeichnung                                | Lage                                                                  | Beschreibung                                                                                             | Bauzeit                                                               | Objekt-Nr. |
| --------------- | ------------------------------------------ | --------------------------------------------------------------------- | --- | --------------------------------------------------------------------- | ---------- |
| Bild gesucht BW | Bildstock                                  | Am Buchholz LageFlur: 4, Flurstück: 1                                 | | 1726, bezeichnet.                                                     | 37223 DDB  |
| Bild gesucht BW | Wegekreuz                                  | Am Burkhards LageFlur: 7, Flurstück: 17/1                             | | 1878, bezeichnet.                                                     | 37813 DDB  |
| Bild gesucht BW | Wegekreuz                                  | Am Rosenbach 13 LageFlur: 8, Flurstück: 45/13                         | | 1869, bezeichnet.                                                     | 37203 DDB  |
| Bild gesucht BW | Herz-Jesu-Figur                            | Geisaer Wiesen LageFlur: 5, Flurstück: 16/6                           | Herz-Jesu-Figur mit Postament in neugotischen Formen aus rotem Sandstein.                                | 1902, bezeichnet.                                                     | 37222 DDB  |
| Bild gesucht BW | Wegekreuz                                  | Großenbacher Straße 6B LageFlur: 3, Flurstück: 50/16                  | | 1867, bezeichnet.                                                     | 37204 DDB  |
| Bild gesucht BW | Wegekreuz                                  | Hans Cammers Garten LageFlur: 11, Flurstück: 22                       | Steinkruzifix                                                                                            | 1885, bezeichnet.                                                     | 37814 DDB  |
| Bild gesucht BW | Wegekreuz                                  | Im oberen Kegenhauck LageFlur: 2, Flurstück: 2/2                      | | 1877, bezeichnet.                                                     | 37224 DDB  |
| Bild gesucht BW | Wegekreuz                                  | Kreuzbergstraße LageFlur: 9, Flurstück: 12/6                          | Steinkruzifix                                                                                            | 1843, 1979 erneuert.                                                  | 37260 DDB  |
| Bild gesucht BW | Fachwerkhaus                               | Kreuzbergstraße 19 LageFlur: 9, Flurstück: 35/2                       | Giebelständiges zweistöckiges Fachwerkhaus auf mittelhohem teilunterkellertem Bruchsteinsockel.          | Um 1800                                                               | 37205 DDB  |
| Bild gesucht BW | Fachwerkhaus                               | Kreuzbergstraße 21 LageFlur: 9, Flurstück: 42/1                       | | Um 1800                                                               | 37206 DDB  |
| Bild gesucht BW | Fachwerkhaus                               | Kreuzbergstraße 23 LageFlur: 9, Flurstück: 41/1                       | | Um 1850                                                               | 37207 DDB  |
| Bild gesucht BW | Heiliger Josef                             | Kreuzbergstraße 23 LageFlur: 9, Flurstück: 41/1                       | Stehende Steinfigur des Heiligen Josef                                                                   | 1896, bezeichnet.                                                     | 37208 DDB  |
| Bild gesucht BW | Bildstock                                  | Kreuzbergstraße 27 LageFlur: 9, Flurstück: 43/6                       | | 1800, bezeichnet.                                                     | 37209 DDB  |
| Bild gesucht BW | Fachwerkhaus                               | Lindenstraße 2 LageFlur: 9, Flurstück: 27/3                           | Zweistöckiges vierzoniges Fachwerkhaus auf teilweise hohem Sandsteinsockel.                              | 1821                                                                  | 37210 DDB  |
| Bild gesucht BW | Fachwerkhaus                               | Lindenstraße 10 LageFlur: 9, Flurstück: 37                            | | Beginn 19. Jahrhundert vermutet.                                      | 37211 DDB  |
| Bild gesucht BW | Fachwerkhaus (Pfarrhaus)                   | Lindenstraße 13 LageFlur: 9, Flurstück: 50/1                          | Zweistöckiges Fachwerkhaus auf talseitig mittelhohem Steinsockel.                                        | Um 1750                                                               | 37212 DDB  |
| Bild gesucht BW | Fachwerkhaus                               | Lindenstraße 14 LageFlur: 9, Flurstück: 39/1                          | Langgestrecktes fünfzoniges Fachwerkhaus.                                                                | 1812 (Inschrift)                                                      | 37213 DDB  |
| Burgruine       | Burgruine                                  | Schloßberg LageFlur: 9, Flurstück: 141/1                              | | im 11. Jahrhundert kleine Burg vermutet, Ausbau um 1120.              | 37221 DDB  |
| Bild gesucht BW | Heiligenhäuschen                           | Schloßberg LageFlur: 9, Flurstück: 141/1                              | | 1752                                                                  | 37220 DDB  |
| Bild gesucht BW | Friedhofskreuz, Grabsteine, Friedhofsmauer | Schloßbergstraße LageFlur: 9, Flurstück: 139                          | Steinkruzifix                                                                                            | 1844 (Friedhofskreuz), 19. und frühes 20. Jahrhundert (Grabsteine).   | 37219 DDB  |
| Bild gesucht BW | Ehemalige Amtswirtschaft                   | Schloßbergstraße 2 LageFlur: 9, Flurstück: 147/7                      | | 1730                                                                  | 37214 DDB  |
| Bild gesucht BW | Fachwerkhaus                               | Schloßbergstraße 3 LageFlur: 9, Flurstück: 49/1                       | Zweistöckiges Fachwerkhaus                                                                               | Um 1800                                                               | 37215 DDB  |
| Bild gesucht BW | Zehntscheune                               | Schloßbergstraße 4 LageFlur: 9, Flurstück: 142/4                      | Rechtwinklig zum Haupthaus gelegenes stattliches Fachwerkgebäude auf einem mittelhohen Bruchsteinsockel. | Ursprung noch 17. Jahrhundert vermutet und zwischenzeitlich umgebaut. | 37217 DDB  |
| Bild gesucht BW | Schloss                                    | Schloßbergstraße 4 LageFlur: 9, Flurstück: 142/4                      | | Renaissancezeit, 1546 (Treppenturm).                                  | 37216 DDB  |
| Bild gesucht BW | Katholische Kirche                         | Schloßbergstraße 6, Schloßbergstraße LageFlur: 9, Flurstück: 138, 139 | | 1732 nach Plänen von Andrea Gallasini.                                | 37218 DDB  |